# Philippe de Broca
Philippe de Broca (París, 15 de març de 1933 − Neuilly-sur-Seine, 26 de novembre de 2004) va ser un cineasta francès. Està enterrat a la Bretanya a Sauzon a Belle-Île, amb per a epitafi: «He rigut bé».
Ha dirigit 30 llargmetratges entre els quals alguns que van ser grans èxits com L'Home de Rio , El Magnífic o  El Geperut . La seva obra engloba pel·lícules d'espectacle, històriques i sentimentals com Chouans  o El Rei de Cors , i la comèdia on l'heroi dinàmic i desimbolt està a punt per a totes les aventures per fugir de la quotidinitat moderna com El Cavaleur , El Diable per la cua  i L'Africà . El seu nom està associat a l'actor Jean-Paul Belmondo amb qui signarà 6 pel·lícules però també Jean-Pierre Cassel, Philippe Noiret, i Jean Rochefort.

## Biografia
Fill d'un industrial del cinema i net d'Alexis de Broca, pintor de renom, Philippe de Broca fa els seus estudis a l'escola tècnica de fotografia i de cinematografia (Escola Louis-Lumière a París) de la que surt diplomat el 1953. Fa el seu servei militar al servei cinematogràfic dels exèrcits (SCA) a Alemanya després a Algèria com Cap operador o director de curtmetratges. Molt afectat per la guerra, es jura mostrar en les seves futures pel·lícules la vida sota el seu millor dia «perquè el riure és la millor defensa contra els drames de la vida. » De tornada a la vida civil marxa a una expedició de camions Berliet a l'Àfrica que travessa de nord a sud abans de tornar a París.
Debuta com a cursetista de Henri Decoin abans de convertir-se en ajudant de Claude Chabrol (Le Beau Serge, Les Cosís, À double tour), de François Truffaut (Les 400 coups) i de Pierre Schoendoerffer (Ramuntcho). El 1959, Claude Chabrol li produeix la seva primera pel·lícula Les jeux de l'amour amb Jean-Pierre Cassel. Continuarà la seva complicitat amb Cassel a Le Farceur (1961), L'Amant de 5 jours (1961) i Un Monsieur de Compagnie (1965).
El seu primer èxit comercial arriba amb Cartouche  rodat el 1962, que associa des d'aleshores dos noms en la carrera de Philippe de Broca: Jean-Paul Belmondo com a actor i Alexandre Mnouchkine com a productor. La consagració internacional l'aconsegueix amb L'homme de Rio  el 1964, Les tribulations d'un chinois en Chine el 1965, Le Magnifique el 1973 i L'Incorrigible el 1975.
El 1966, coescriu, realitza i produeix Le Rei de cœur. Aquesta paròdia de la guerra de 1914, que certs cinèfils consideren com la seva obra mestra, és un fracàs comercial i personal que l'afectarà.
Continua la seva carrera retrobant la comèdia, que no és en aparença més que pura diversió amb Le Diable per la queue interpretat per Yves Montand el 1969, després Tendre Poulet el 1978 i On a volé la cuisse de Jupiter el 1980 amb Philippe Noiret i Annie Girardot, i finalment Le Cavaleur el 1979 amb Jean Rochefort. El 1988, la seva pel·lícula Chouans  amb Sophie Marceau i Philippe Noiret que és una posada en qüestió de les filosofies de la història, no troba l'èxit què espera. Dirigeix després una desena de telefilms apreciant la rapidesa dels rodatges i la vida d'equip abans de tornar amb l'èxit adaptant Le Bossu per a Daniel Auteuil el 1997. El 2004 Philippe de Broca roda l'adaptació de Vipère au poing  amb Jacques Villeret i Catherine Frot. Serà la seva última cita amb el públic que no assaborirà; afectat per un càncer morirà el 26 de novembre de 2004.
La seva obra durant tota la seva carrera alternarà entre dues tendències: les pel·lícules d'espectacle com Cartouche, Le Rei de cœur o Le Bossu, i la comèdia d'aventures viva, rítmica i contemporània com L'Homme de Rio, Le Magnifique o Le Cavaleur. Tanmateix aquesta classificació s'aplica malament a l'obra de Philippe de Broca, ja que detesta la convenció li agrada confondre les pistes entre la realitat i l'imaginari. El seu cinema que es creia lleuger esdevé pels cinèfils un cinema que pensa i que interpel·la la societat de la segona part del segle xx.
La fidelitat als seus actors, constant que es troba a les seves pel·lícules, s'aplica també per a col·laboracions fidels amb els autors Daniel Boulanger i Michel Audiard i una complicitat musical excepcional amb Georges Delerue.
Avui Philippe de Broca és reconegut per la jove generació de realitzadors que no deixa de fer referència a la seva obra.

## Vida privada
Philippe de Broca ha estat casat amb Michelle de Broca amb qui va fundar la societat de producció Fildebroc. Ha tingut tres fills: Alexandre (amb Marthe Keller), Chloé (amb Valérie Rojan) i Jade.
Ha viscut més de 30 anys al poble de Vert a Yvelines, enamorat del seu jardí. Molt lligat a la Bretanya de la seva infantesa on vivia el seu avi pintor, i al seu vaixell, va triar ser inhumat al cementiri de Sauzon a Belle-Île-en-Mer.

## Filmografia

### Ajudant de director
- 1959: À double tour de Claude Chabrol
- 1959: Les Quatre Cents Coups de François Truffaut
- 1959: Les Cosís de Claude Chabrol
- 1958: Le Beau Serge de Claude Chabrol

### Director
- 1953: Les Trois Rendez-vous (curt) amb Charles L. Bitsch, Edith Krausse
- 1954: Salon nautique (curt, documental)
- 1954: Sous un autre soleil (curt, documental)
- 1956: Opération gas-oil (curt, documental)
- 1960: Le Farceur
- 1960: Les Jeux de l'amour
- 1961: L'Amant de cinq jours
- 1962: Cartouche
- 1962: Les Sept Péchés capitaux - segment La Gourmandise
- 1963: Les Veinards - segment La vedette
- 1964: L'home de Rio (L'Homme de Rio)
- 1964: Un monsieur de compagnie
- 1965: Les tribulacions d'un xinès a la Xina (Les Tribulations d'un Chinois en Chine)
- 1966: Le Rei de cœur
- 1967: Le Plus vieux métier du monde - segment La Révolution française
- 1968: Le Diable per la queue
- 1970: Els capricis de Maria (Les Caprices de Marie)
- 1971: La Poudre d'escampette
- 1972: Chère Louise
- 1973: Com destruir el millor agent del món (Le Magnifique)
- 1975: L'Incorrigible
- 1977: Julie pot de colle
- 1978: Tendre Poulet
- 1979: Le Cavaleur
- 1980: On a volé la cuisse de Jupiter
- 1981: Psy
- 1983: L'Africain
- 1984: Louisiana
- 1986: La Gitane
- 1988: Chouans !
- 1990: Les 1001 nuits
- 1991: Les Clés du paradis
- 1997: Le Bossu
- 2000: Amazone
- 2004: Vipère au poing

## Televisió
- 1993: Regarde-moi quand je te quitte
- 1994: Le jardin des plantes
- 1995: Les homes i les femmes sont faits per vivre heureux... mais pas ensemble
- 1996: Le Veilleur de nuit
- 2001: Un amour en kit
- 2002: Madame Sans-Gêne
- 2003: Y aura pas école demain
- 2003: Le menteur

## Discografia
La majoria de les músiques de pel·lícules de Philippe de Broca han estat editades en disc. Pel que fa a les compilacions, destacar:
El 2003, l'etiqueta Universal Música Jazz ha fet aparèixer dos discos titulats Le cinéma de Philippe de Broca - musiques de Georges Delerue . El primer cobreix el període de 1959 a 1968, el segon la de 1969 a 1988. S'hi troben els temes principals trets de disset pel·lícules del realitzador, des de Jeux de l'amour a Chouans.
- El 2007, el label canadenc Disques Cinémúsica a fait paraître , un nouvel enregistrement qui regrup des arrangements per piano, flûte i violoncelle de plusieurs thèmes de Georges Delerue tirés de treize films, dont sept sont des direcciós de Philippe de Broca, auquel un hommage particulier és rendu. Présentation en ligne. Arxivat 2014-08-19 a Wayback Machine.
- El 2007, l'etiqueta canadenca Disques Cinémúsica treu  Les Plus beaux Thèmes pel Piano, una nova gravació que reagrupa arranjaments per a piano, flauta i violoncel de diversos temes de Georges Delerue trets de tretze pel·lícules, de les quals set són realitzacions de Philippe de Broca, al qual ret un homenatge particular.[1]
- A partir de 2011, l'etiqueta francesa Musique Box Records ha reeditat dues bandes originals de les pel·lícules de Philippe de Broca compostes per Georges Delerue per a L'Incorregible i Claude Bolling per a La Gitane.

## Premis i nominacions

### Premis
- 1960: Os de Plata especial per la millor comèdia per Les jeux de l'amour

### Nominacions
- 1960: Os d'Or per Les jeux de l'amour
- 1961: Os d'Or per L'amant de cinq jours
- 1965: Oscar al millor guió original per L'home de Rio
- 1972: Palma d'Or per Chère Louise
- 1998: César a la millor pel·lícula per Le bossu
- 1999: BAFTA a la millor pel·lícula de parla no anglesa per Le bossu